# Deb Fischer
Deb Fischer (ur. 1 marca 1951) – amerykańska polityk Partii Republikańskiej. Od roku 2013 pełni funkcję senatora z Nebraski.
W latach 2005–2013 była członkiem stanowego parlamentu. W styczniu 2012 roku ogłosiła, że będzie ubiegać się o miejsce w Senacie. W prawyborach nieoczekiwanie pokonała swoich rywali: Jona Bruninga i Dona Stenberga.  W listopadzie jej rywalem był były senator Partii Demokratycznej Bob Kerrey. Fischer pokonała go zdobywając 58% głosów. Jako senator głosowała między innymi przeciwko nominacji Chucka Hagela na sekretarza obrony oraz przeciwko zwiększeniu liczby kontroli przy sprzedaży broni.